# 19754 Paclements
19754 Paclements este un asteroid din centura principală de asteroizi.

## Descriere
19754 Paclements este un asteroid din centura principală de asteroizi. A fost descoperit pe 8 februarie 2000 la Socorro, New Mexico, în cadrul proiectului LINEAR. Asteroidul prezintă o orbită caracterizată de o semiaxă mare de 2,24 ua, o excentricitate de 0,17 și o înclinație de 6,4° în raport cu ecliptica.